# IFK Uddevalla
Der Idrottsföreningen Kamraterna Uddevalla, in der Regel abgekürzt als IFK Uddevalla, ist ein schwedischer Fußballverein in Uddevalla. Der Verein ist der älteste noch aktive Fußballklub in der Landskap Bohuslän. Die Mannschaft spielte zwei Spielzeiten in der Allsvenskan.

## Geschichte
IFK Uddevalla wurde am 14. Mai 1905 gegründet. 1924 verpasste der Klub die Qualifikation zur Allsvenskan und trat nur in der zweiten Liga an. Dort gelang jedoch der Meistertitel und der Klub nahm an den Aufstiegsspielen teil. Dort setzte sich die Mannschaft nach einem 3:0-Heimsieg und einem 0:0-Unentschieden gegen IS Halmia durch und stieg in die erste Liga auf. Als Tabellenzehnter konnte mit zwei Punkten Vorsprung auf Absteiger IFK Malmö in der ersten Spielzeit die Klasse erhalten werden, im zweiten Jahr der Erstligazugehörigkeit gelangen jedoch nur zwei Saisonsiege und mit nur acht Punkten aus 22 Saisonspielen wurde die Mannschaft Tabellenletzter und stieg wieder aus dem Oberhaus ab.
1928 wurde der Absteiger nur Vizemeister in seiner Zweitligastaffel und musste Redbergslids IK den Vortritt zu den Aufstiegsspielen lassen. Immerhin qualifizierte sich IFK Uddevalla somit für die reformierte zweite Liga, bei der 1928 die Anzahl der Staffeln auf zwei reduziert wurde. In einer ausgeglichenen Saison hatte der Klub am Saisonende als Fünftletzter nur einen Punkt mehr als die punktgleichen vier hinter ihm platzierten Mannschaften und schaffte somit den Klassenerhalt. In der folgenden Saison belegte die Mannschaft jedoch abgeschlagen mit nur drei Saisonerfolgen und zwei Unentschieden – und daraus resultierenden acht Punkten – den letzten Tabellenplatz und musste in die dritthöchste Spielklasse absteigen.
1932 gelang nach zwei Spielzeiten in der dritten Liga der Wiederaufstieg auf das zweithöchste schwedische Spielniveau, wo man die folgende Saison als Tabellenvierter beendete. Die Spielzeit 1933/34 war von einem Dreikampf um die Spitze geprägt. Am Ende setzte sich Fässbergs IF dank des besseren Torquotienten durch, die punktgleichen IFK Uddevalla und Gårda BK hatten das Nachsehen. Im Jahr darauf folgte jedoch die Ernüchterung, IFK Uddevalla musste als Vorletzter den erneuten Gang in die Drittklassigkeit antreten. Dort gab es erneut einen engen Kampf um den Qualifikationsplatz für die Aufstiegsspiele und der IFK zog erneut den Kürzeren: mit der punktgleiche Mannschaft von Tidaholms GIF, die das bessere Torverhältnis aufwies, hatte erneut die Konkurrenz die Nase vorn. In den folgenden Jahren konnten nur noch Mittelfeldplätze in der Västsvenska Serien belegt werden, erst 1942 gelang die Meisterschaft und nach Erfolgen gegen IFK Åmål die Rückkehr in die Zweitklassigkeit.
IFK Uddevalla meldete sich als Tabellensechster in der zweiten Liga zurück. In der Spielzeit 1943/44 spielte die Mannschaft wieder vorne mit, hatte aber am Ende als Vierter sechs Punkte Rückstand auf Staffelsieger Billingsfors IK, der jedoch in den Aufstiegsspielen scheiterte. Danach ging es wieder bergab, jedoch konnte mit zwei Punkten Vorsprung auf Absteiger IFK Trollhättan die Klasse gehalten werden. Gelang 1947 noch der dritte Tabellenrang, kann die folgende Saison als eine der schwärzesten der Vereinsgeschichte angesehen werden. Ohne einen einzigen Sieg und mit nur einem Punkt verabschiedete sich die Mannschaft 1948 von der zweiten Liga und wurde im folgenden Jahr sogar in die vierte Liga durchgereicht.
Lange Zeit spielte IFK Uddevalla nur noch viertklassig, 1962 gelang dann als Staffelsieger die Rückkehr in die dritte Liga. Als Drittletzter wurde jedoch der Klassenerhalt verpasst und somit der direkte Wiederabstieg besiegelt. Dort entging die Mannschaft nur knapp dem erneuten Abstieg. Ab der folgenden Spielzeit etablierte sich der Klub im vorderen Teil der Tabelle und 1966 gelang erneut die Meisterschaft und damit der Wiederaufstieg. Dieses Mal konnte die Klasse bis 1969 gehalten werden, ehe man erneut absteigen musste. Allerdings gelang der sofortige Wiederaufstieg und die Mannschaft konnte sich in der Liga etablieren. 1979 wurde IFK Uddevalla Staffelsieger und nahm an den Aufstiegsspielen zur zweiten Liga teil. Dort scheiterte man jedoch ohne Punktgewinn an den Aufsteigern Karlskrona AIF und IFK Kristianstad. 1981 stieg der Klub erneut in die vierte Liga ab. Wieder einmal hatte man bei Punktgleichheit das schlechtere Torverhältnis und IF Warta konnte die Klasse halten.
1983 gelang IFK Uddevalla als Staffelsieger die Rückkehr in die dritte Liga, musste aber als Tabellenletzter den sofortigen Wiederabstieg hinnehmen. 1986 wurde die Mannschaft im Zuge einer Ligareform sogar in die fünfte Liga zurückgestuft. 1988 gelang die Rückkehr in die vierte Liga und als souveräner Meister gelang sogar der Durchmarsch in Liga drei. Als Vizemeister der Frühjahrsmeisterschaft konnte sich die Mannschaft 1991
für die Aufstiegsspiele zur zweiten Liga im Herbst qualifizieren. Dort wurde die Mannschaft mit einem Punkt Rückstand auf IFK Hässleholm erneut nur Vizemeister und scheiterte in den anschließenden Relegationsspielen mit 1:3- und 0:4-Niederlagen deutlich an Hertzöga BK. Auch im folgenden Jahr wurde die Mannschaft jeweils nur Vizemeister, konnte aber die Relegationsspiele erfolgreicher gestalten. Nachdem in der ersten Runde Enköpings SK ausgeschaltet wurde, setzte sich die Mannschaft mit zwei Siegen gegen Melleruds IF auch in der zweiten Runde durch und feierte die Rückkehr in die zweite Liga.
45 Jahre nach dem Abstieg 1948 und fünf Jahre, nachdem man noch fünftklassig antreten musste, spielte IFK Uddevalla wieder in der zweiten Liga. Jedoch war die Liga zu stark für den Klub. Am Ende sprang nur der Drittletzte Tabellenrang heraus, der Verein musste direkt wieder absteigen. Auf den letzten Nicht-Abstiegsplatz fehlten am Ende zwei Punkte.
Der Absteiger wurde zwar in seiner Drittligastaffel Tabellendritter, auf den Meister und direkten Aufsteiger Skövde AIK fehlten am Ende jedoch elf Punkte, auf den Vizemeister Norrby IF, der in der Relegation antrat, neun Punkte. Nachdem man sich zweimal noch im Mittelfeld der Tabelle platzieren konnte, musste die Mannschaft 1997 den erneuten Abstieg in die vierte Liga hinnehmen und wurde in der folgenden Saison wieder in die fünfte Liga durchgereicht. In den folgenden Jahren etablierte sich der Verein als Fahrstuhlmannschaft zwischen viertem und fünftem Spielniveau. Den direkten Wiederaufstiegen folgte der sofortige Abstieg zurück in die fünfte Liga. 2001 sprang dann nur noch der fünfte Platz in der fünften Liga heraus, 2002 jedoch gelang der erneute Aufstieg. Allerdings ging es wiederum sofort zurück in Liga fünf und bei der Ligareform 2005 wurde die Mannschaft nur noch ins sechste Spielniveau eingegliedert. Am Ende der Spielzeit 2007 stand der Abstieg in die siebthöchste Spielklasse.

## Trainer
- József Nagy (1925–1927)